# New Coke
New Coke – napój zaprezentowany 23 kwietnia 1985 roku przez The Coca-Cola Company, który czasowo zastąpił dotychczasowy produkt sztandarowy przedsiębiorstwa – Coca-Colę (znaną w Stanach Zjednoczonych jako Coke). W 1992 roku nazwa produktu została zmieniona na Coca-Cola II, napój ten do dziś pozostaje w sprzedaży na kilku rynkach lokalnych.
Wprowadzenie marki New Coke równoczesne z wycofaniem dotychczasowego produktu było wielką porażką marketingową. 10 lipca 1985 roku przywrócona została oryginalna Coca-Cola (początkowo pod nazwą Coca-Cola Classic), a z większości rynków szybko wycofano nowy produkt.